# Ассирийская демократическая партия
Ассирийская демократическая партия (сир. ܓܒܐ ܐܬܘܪܝܐ ܕܝܡܘܩܪܛܝܐ, Gabā Aṯurāyā Demoqraṭāyā, араб. الحزب الآشوري الديمقراطي‎) — левоцентристская политическая партия ассирийской общины, действующая в Сирии и традиционно представляющая интересы восточных ассирийцев долины Хабур. Хотя партия стремилась к мирному внедрению демократии в Сирии, с 1990-х годов она в целом встала на сторону баасистского правительства и сотрудничала с ним. В ходе гражданской войны в Сирии партия стала тесно связана с ассирийскими ополчениями «Хабурской гвардией» и «Натторе». Входит в состав Сирийского демократического совета Рожавы — политического крыла Сирийских демократических сил, ядром которых выступают курдские отряды.

## Идеология
С момента своего основания Ассирийская демократическая партия считалась «откровенно сектантской», считая восточных ассирийцев единственными «истинными» ассирийцами и не доверяя западным ассирийцам. Однако с началом гражданской войны в Сирии партия постепенно расширила свои цели и стала более инклюзивной. В 2014 году она начала тесно сотрудничать с другими ассирийскими и христианскими конфессиями в «Генеральном органе халдейских сирийских ассирийцев», чьи заявленные цели также включают обеспечение социального равенства и больших прав для всех христиан провинции Эль-Хасака (Хасеке). В 2017 году партия заявила, что стремится принять новую конституцию Сирии, которая признает всех ассирийцев одним из коренных народов страны и предоставит им «культурные, административные и другие права».
В идеологическом спектре, согласно Al-Araby Al-Jadeed, она является социал-демократической партией. АДП также официально отвергает партийность и поддерживает мирное внедрение демократии в Сирии. Тем не менее, партия в целом принимала баасистское правительство и сотрудничала с ним с 1990-х годов, а также поддерживала проправительственные ополчения в гражданской войне. АДП выступает за единство Сирии, но с 2017 года видит его в контексте планов федерализации страны. В июле 2018 года один из членов АДП заявил, что «федеральная модель, созданная [на севере Сирии в Рожаве], нас устраивает, поскольку мы чувствуем себя достаточно представленными».

## История

### Основание и ранние годы
Ассирийская демократическая партия была основана в 1978 году, когда отколовшаяся фракция во главе с Адамом Хомехом вышла из Ассирийской демократической организации (АДО или Мтакаста). С самого начала АДП позиционировала себя как поборника прав восточных ассирийцев в противовес западным ассирийцам, доминировавшим в АДО. Со временем возникло сильное соперничество между оппозиционной АДО и АДП, которая в 1990-х годах всё больше сближалось с баасистским правительством. В результате Ассирийская демократическая партия стала позиционировать себя как провластную альтернативу АДО и, принимая участие в различных парламентских выборах в Сирии, поддерживала ассирийских кандидатов, которые не были категорически против правления семейства Асадов.

### Действия во время гражданской войны
Когда в 2012 году началась гражданская война в Сирии, АДП открыто выступила против сирийской оппозиции, а некоторые её члены даже присоединились к правительственным ополченцам (Народным комитетам) в Эль-Камышлы и выразили поддержку проправительственным отрядам Сооторо.
В конце 2013 года АДП выразила сожаление по поводу того, что Свободная сирийская армия оккупировала ассирийские деревни в долине Хабур, заявив, что, хотя бойцы ССА не преследовали местных жителей, их присутствие сделало этот район мишенью для атак правительства, что, в свою очередь, заставило ассирийцев покинуть свои дома. В то же время АДП также протестовала против провозглашения курдской администрацией на севере Сирии автономного региона «Рожава». Председатель партии Нинос Ишо заявил в начале 2014 года, что «нелогично, чтобы 30 процентов населения [курды] в этом районе правили остальными 70 процентами [арабами и ассирийцами]», и что «курдские политические группы должны согласиться на реальное разделение власти». В сентябре 2014 года Ассирийская демократическая партия открыла убежище в Камышлы для бежавших от резни в Синджаре езидов, раздавала им еду, одежду и лекарства. В следующем месяце партия также приняла участие в формировании «Генерального органа халдейско-сирийских ассирийцев». Целью этого комитета было укрепление сотрудничества различных христианских церквей, партий и организаций в мухафазе Хасака, а также обеспечение прав всех христиан в регионе. Среди участников была также прокурдская левая партия «Сириакский союз».
После убийства одного из своих командиров курдскими Отрядами народной самообороны YPG «Стражи Хабура» (небольшое ассирийское ополчение самообороны) в середине 2015 года разорвали связи с Партией сириакского союза и присоединились к АДП. В ноябре 2015 года АДП выступила с заявлением, в котором осудила предполагаемые нарушения прав человека в Рожаве со стороны правящей Партии «Демократический союз» (PYD). Несмотря на это, месяц спустя АДП присоединилась к возглавляемому той Сирийскому демократическому совету, а Ваиль Мирза стал представителем партии в ассамблее. В январе 2017 года Ассирийская демократическая партия достигла соглашения с PYD, согласно которому «Стражи Хабура» и «Натторе» станут единственной силой безопасности для ассирийских деревень в долине Хабур. Взамен «Стражи Хабура» и «Натторе» присоединились к «Сирийским демократическим силам», в то время как АДП согласилась поддержать курдский проект федерализма для Сирии. Тем не менее, партия продолжает отстаивать «единство Сирии как страны и народа». 13 апреля силы PYD официально передали деревни долины отрядам «Стражей Хабура» и «Натторе», хотя YPG сохранили военную базу недалеко от Телль-Тамера. Ассирийская демократическая партия заявила, что это первый шаг на пути к установлению ассирийского самоуправления в долине Хабура.
Председатель партии Нинос Ишо заявил во время встречи с заместителем министра иностранных дел России Михаилом Богдановым в апреле 2017 года, что АДП стремится к новой сирийской конституции, которая предоставит сирийским ассирийцам самоопределение, больше прав и признание в качестве коренного народа. АДП приняла участие в Сочинских мирных переговорах в январе 2018 года.
Ассирийская демократическая партия также приняла участие в региональных выборах в Северной Сирии в декабре 2017 года в составе возглавляемого PYD «Демократического национального списка». Представитель партии Ваиль Мирза назвал выборы «историческими» и заявил, что именно к таким выборам «стремятся ассирийцы по всей Сирии».
20 сентября 2018 года Ассирийская демократическая партия объявила о создании единого военного руководства для «Наторе» и «Стражей Хабура», известного как «Главное командование ассирийских сил». В декабре следующего года «Стражи Хабура» уже покинули «Ассирийские силы».